# Естадіо-де-ла-Кераміка
«Естадіо де ла Кераміка» (ісп. Estadio de la Cerámica) — футбольний стадіон у Вільярреалі, Іспанія, домашня арена ФК «Вільярреал».
Стадіон побудований і відкритий 1923 року. У 1952 році споруду розширили, а в 2005 році реконструювали арену, внаслідок чого стадіон перебудували відповідно до вимог Ліги чемпіонів УЄФА.
Місткість стадіону 24 890 глядачів становить половину кількості населення Вільярреала.
8 січня 2017 року стадіон «Естадіо Ель Мадригаль» офіційно перейменовано на «Естадіо де ла Кераміка» як визнання візитівкою регіону керамічну промисловість.